# Trajectum ad Mosam
 (mars 2020).
Si vous disposez d'ouvrages ou d'articles de référence ou si vous connaissez des sites web de qualité traitant du thème abordé ici, merci de compléter l'article en donnant les références utiles à sa vérifiabilité et en les liant à la section « Notes et références ».
Pour les articles homonymes, voir Trajectum.

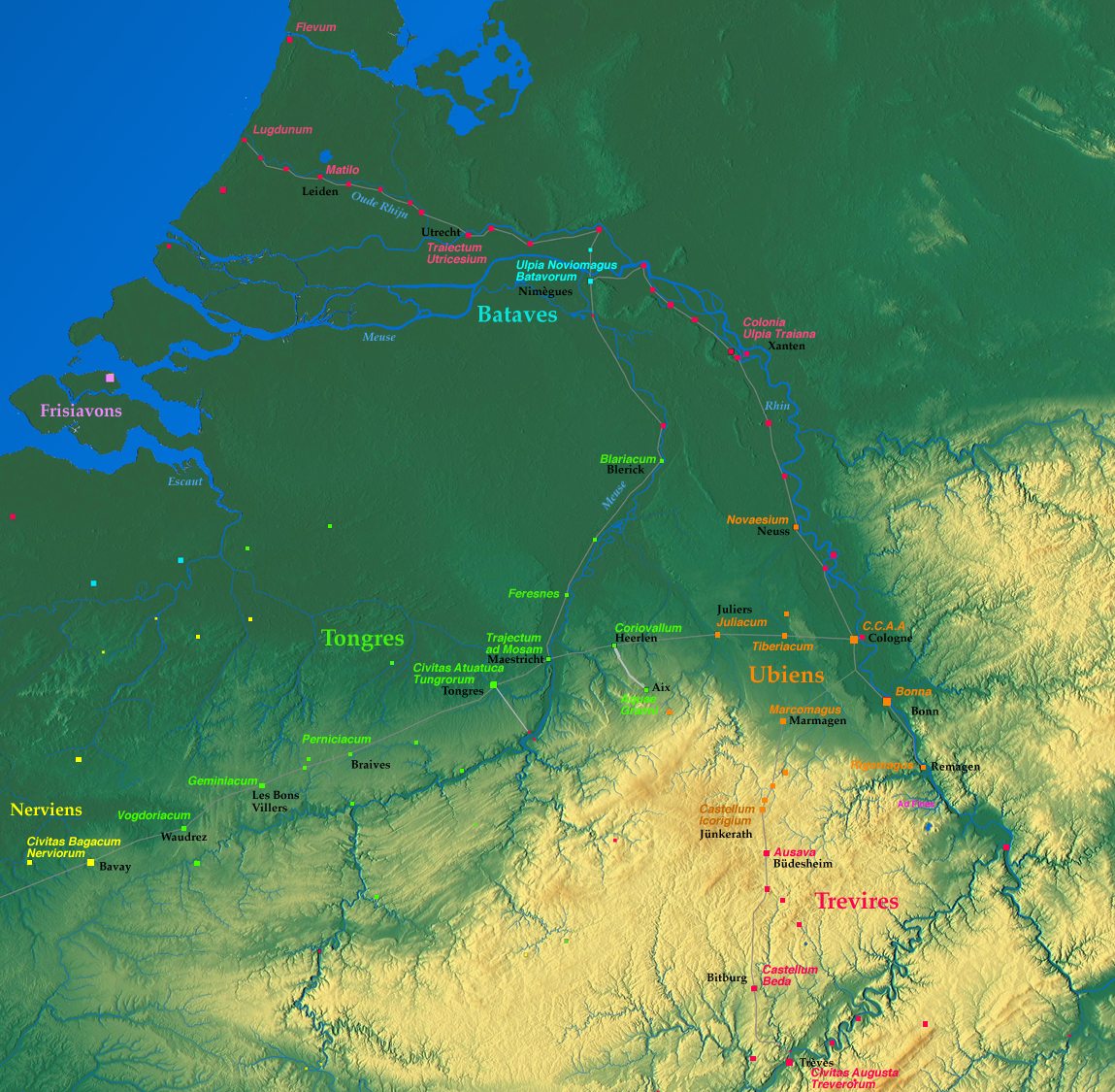
Situation de Trajectum ad Mosam sur le chemin de la Germanie inférieure, la chaussée romaine de bavais à Cologne, les Limes et la situation du peuple des Tongres

Trajectum ad Mosam - aujourd'hui Maastricht -  est un vicus avec un pont romain sur la Meuse de la Chaussée romaine de Bavay à Cologne, reliant Bagacum Nerviorum - civitas du peuple des Nerviens et Atuatuca Tungrorum, municipium des peuples Éburons et Tongres avec la capitale de la Germanie inférieure, Colonia Claudia Ara Agrippinensium. 

## Toponymie
- Trajectum ad Mosam signifie « gué sur la Meuse »
- Tacite cite : « pontem Mosae fluminis ».
- Grégoire de Tours cite : « ad Treiectinsem urbem ».
- Traiectum ad Mosam n'est pas attesté dans les sources antiques, mais est utilisé dans le Moyen Âge.
- En 1051 : « Masetrieth »[1].

## Topographie
Le vicus de taille moyenne s'est développé près d'un gué antique: le débit de la Meuse, fort lent, permettait probablement en été de traverser à pied. 

## Vicus Trajectum ad Mosam
Lorsque les Romains ont commencé à coloniser le nord de la Gaule, ils ont déjà pavé la route pour relier la civitas du peuple des Nerviens, Bagacum Nerviorum avec celle des peuples Eburons et Tongres, le municipium Atuatuca Tungrorum, aujourd'hui les villes Bavay et Tongres. Les Romains vont rapidement vouloir les relier à l'Ara Ubiorum - l'autel et la civitas du peuple des Ubiens - qui deviendra Colonia Claudia Ara Agrippinensium, la capitale de la nouvelle province de Germanie inférieure.

Des dizaines de milliers d'habitants vont s'installer dans ce qui deviendra l'une des trois villes - avec Trèves et Xanten - les plus importantes au nord des Alpes: Cologne. Située sur le Limes du Rhin, ce centre de la culture romaine devient la résidence du gouverneur de la nouvelle Province de Germanie inférieure et un grand port de transbordement. Les soldats des Limes près de 50 000 ont de grands besoins alimentaires, en particulier de froment, qui sera produit grâce à la fertilité des alluvions des plaines de la Meuse et du Bas-Rhin.
Dès lors, la Chaussée romaine de Bavay à Cologne, va devenir d'une importance vitale pour la survie de l'armée du Bas-Rhin. Une seconde chaussée va longer la Meuse: la Chaussée romaine de Tongres à Nimègue. Ulpia Noviomagus Batavorum, aujourd'hui Nimègue est un centre de distribution vers le Limes du Vieux Rhin qui défend la Germanie inférieure des invasions des peuples germains: les Chauques et les Frisons. Sur la même chaussée à Blariacum - aujourd'hui Blerick - une autre jonction était possible vers Xanten, Colonia Ulpia Traiana, fondée par l'empereur Trajan et proche des camps des légions de Vetera I et II qui défendent le Limes du Bas-Rhin entre Ulpia Noviomagus Batavorum, actuellement la ville de Nimègue et Colonia Claudia Ara Agrippinensium, maintenant la ville de Cologne.
La tracé de la chaussée d'origine peut être suivi dans Maastricht. La partie occidentale de l'ancienne route principale suit le cours de la  moderne voie de Tongres, la Tongerseweg. Les visiteurs savaient qu'ils étaient proches d'un vicus quand ils voyaient un cimetière le long de la route :  le site du Vrijthof  - du nom de cette place actuelle qui signifie «cimetière» -. La chaussée fait un virage à droite, par ce qui est maintenant le Havenstraat. Ensuite, la route tourne à gauche, et par le biais de la Plankstraat, le visiteur arrive au pont sur la Meuse, qu'il devait traverser s'il voulait se rendre à Coriovallum, aujourd'hui Heerlen, le prochain vicus sur la route de Cologne.
 Le premier pont 
Pour faciliter le transport à la suite des crues irrégulières de la Meuse, un pont fut construit dès le Ier siècle. Les datations dendrochronologiques des piliers de bois des fondations du pont démontrent qu'il a été reconstruit plusieurs fois, mais il n'a pas encore été possible d'établir la date de la première phase de construction.
Il est certain, toutefois, qu'il existait dans le troisième quart du Ier siècle de notre ère, car il est mentionné dans la description de la révolte du peuple des Bataves comme le lieu où le chef rebelle Julius Civilis défait son adversaire le général romain Claudius Labeo en 70 apr. J.-C.
Les plus vieux bâtiments de Bagacum Nerviorum actuellement Bavay et d'Atuatuca Tungrorum, maintenant la ville de Tongres sont datés de 30 à 20[Quoi ?] avant notre ère, la fondation de Cologne est estimée vers 38 av. J.-C. Six ans plus tard, l'armée du Bas-Rhin se composait de pas moins de cinq légions, et on peut supposer que le trafic de la chaussée était déjà d'une très grande importance. 
Peut-être le pont a-t-il été construit par le général de Drusus, qui a été le premier à organiser le Limes du Rhin et qui est connu pour avoir ordonné plusieurs autres grands travaux de construction.
Les vestiges d'une enceinte d'un temple ont été découverts sous l'actuel Hotel Derlon. L'entrée principale date de l'an 100, orientée au nord dans un mur qui fait quelque 18 mètres de large.
Dans le dernier quart du IIe siècle, une grande colonne est érigée à l'intérieur de l'enceinte du sanctuaire, dédié au dieu Jupiter. Seuls quelques fragments subsistent, mais la comparaison avec un monument comme la colonne de Mayence ou d'Augusta Treverorum, Trèves nous permet de faire une reconstruction fiable. Au nord du temple, on a mis au jour des thermes construit peu après l'an 100. On peut envisager la présence d'un poste de taxe et un port fluvial, mais ni l'emplacement, ni le port n'ont été découverts.[précision nécessaire]
Trajectum ad Mosam devient au IIIe siècle une ville marchande prospère près d'un pont important mais fait de Maastricht un objectif naturel en temps de guerre.

En 275, le peuple des Francs envahit la Germanie Inférieure dont la plupart des castellum du Limes sont abandonnés et le vicus est brûlé et détruit.

## Castellum Trajectum ad Mosam
Au IVe siècle, comme les vicus relais le long de la chaussée romaine de Trèves à Cologne, Trajectum ad Mosam est fortifiée. L'empereur Constantin Ier le Grand (306-337) ordonne la construction de nouveaux murs en pierre. L'ancien temple est partiellement démoli et ses pierres vont être réutilisées dans les murs du castellum. Le pont sur la Meuse a été reconstruite en 333. Ce castellum va devenir le noyau de la ville médiévale et moderne.
Les murs étaient de 1,5 mètre de large et de 4 à 5 mètres de haut. Il devait y avoir dix tours rondes et deux portes, protégées par un large fossé. Il devait y avoir un poste sur la rive Est de la Meuse mais aucun vestige n'a été découvert sur la rive droite.
Les fouilles du castellum du IVe siècle montrent la présence de grenier et de plusieurs autres bâtiments non identifiés sur la place des anciens thermes. 
Sur le sud du grenier et sur le site de l'ancien temple de Jupiter, l'évêque Servais de Tongres va construira en 380 une chapelle chrétienne qui est deviendra au XIe la basilique Notre-Dame.
Vers 560, un magnum templum, "grande église" est érigé sur le site de la tombe de l'Évêque Servais.
Les murs du château sont encore en service au IXe siècle, et l'église sont reconstruits au XIe siècle[pas clair].
Le pont s'effondre pendant le XIIIe siècle.

## Autres bâtiments
Une grande forteresse en bois a été construite par la population à Kanne-Caster au sud de Maastricht lors de l'invasion de Jules César.
Il y avait un sanctuaire près du confluent de la Meuse et de la Jeker au sud de Maastricht.[réf. nécessaire]